# Heterocerus gemmatus
Heterocerus gemmatus là một loài bọ cánh cứng trong họ Heteroceridae. Loài này được Horn miêu tả khoa học đầu tiên năm 1890.